# Ischnochiton luteoroseus
Ischnochiton luteoroseus är en blötdjursart som beskrevs av Suter 1907. Ischnochiton luteoroseus ingår i släktet Ischnochiton och familjen Ischnochitonidae. Inga underarter finns listade i Catalogue of Life.